# Ralf Gaus
Ralf Gaus (* 1974 in Stuttgart) ist ein deutscher römisch-katholischer Theologe und Hochschullehrer. Er ist Professor für Religionspädagogik an der Katholischen Stiftungshochschule München und freier Supervisor und Coach.

## Leben
Gaus studierte von 1995 bis 2001 Katholische Theologie an der Eberhard-Karls-Universität Tübingen und an der Faculte Catholique in Lyon. Er schloss mit dem Diplom in katholischer Theologie ab. Von 2000 bis 2003 war er Koordinator und Betreuer der kirchlichen Hörfunkredaktion Kreuz & Quer, der ersten kirchlichen Redaktion von Jugendlichen für Jugendliche, des Jugendprogramms des SWR DASDING bei der Kath. Rundfunkarbeit am SWR. Von 2002 bis 2007 war er Lehrstuhlassistent bei Albert Biesinger in der Abteilung für Religionspädagogik, Kerygmatik und kirchliche Erwachsenenbildung an der Eberhard-Karls-Universität Tübingen. 2006 promovierte er zum Doktor der Theologie. Nach einer kurzen Tätigkeit als Auswahl- und Bildungsreferent bei der Bischöflichen Studienförderung Cusanuswerk, machte er das kirchliche Referendariat am Seminar Stuttgart und unterrichtete bis 2014 an einem Stuttgarter Mädchengymnasium.
Seit 2014 ist Ralf Gaus Professor für Religionspädagogik an der Katholischen Stiftungshochschule München (KSH) und Studiengangsleiter des Studienganges Religionspädagogik und kirchliche Bildungsarbeit. Von 2018 bis 2019 war er Guest Researcher an der Australian Catholic University, Campus Melbourne. Seine Forschungsschwerpunkte sind religiöse Bildung für nachhaltige Entwicklung und Globales Lernen.
Gaus ist Mitglied des Editorial Board des Journal of Religious Education.
Ralf Gaus gehört mit zu den Gründungsmitgliedern der Stiftung Gottesbeziehung in Familien, dessen Stiftungsrat er angehört.

## Publikationen (Auswahl)

### Monografien und Herausgeberschaften
- Angewandte Theologie interdisziplinär, Ostfildern 2021 (mit Andreas Leinhäupl), ISBN 978-3-7867-3253-2
- Erinnerung an den Holocaust im Religionsunterricht, Verlag W. Kohlhammer, Stuttgart 2020, ISBN 978-3-17-038912-0
- Sexueller Missbrauch von Kindern und Jugendlichen im Raum von Kirche : Analysen – Bilanzierungen – Perspektiven, Verlag Herder, 2020, ISBN 978-3-451-02309-5
- Wenn Kinder nach Gott fragen. Orientierung für Eltern, Freiburg i.Br. u. a. 2013 (mit A. Biesinger, E. Gaus), ISBN 978-3-451-32672-1
- Warum hat Gott die Welt gemacht? Antworten auf Kinderfragen, Freiburg i. Br. u. a. 2010 (mit A. Biesinger, E. Gaus), ISBN 978-3-451-33097-1
- Hört Gott uns, wenn wir beten? Wenn Kinder mehr wissen wollen, Freiburg i. Br. u. a. 2009 (mit A. Biesinger, E. Gaus), ISBN 978-3-451-31563-3
- Warum müssen wir sterben? Wenn Kinder mehr wissen wollen, Freiburg i. Br. u. a. 2008, 2011 (mit A. Biesinger, E. Gaus) ISBN 978-3-451-32151-1
- ReligiON Air. Religiöse Radioarbeit mit Jugendlichen, [Reihe Zeitzeichen, Bd. 20], Ostfildern 2007, ISBN 978-3-7966-1355-5

### Artikel
- Global (Citizenship) Education as inclusive and diversity learning in Religious Education, in: Journal of Religious Education, (2021), pp. 179–192. DOI:10.1007/s40839-021-00142-w
- Globales Lernen im Religionsunterricht, in: Sautermeister, Jochen / Zwick, Elisabeth (Hg.): Religion und Bildung: Antipoden oder Weggefährten? Diskurse aus historischer, systematischer und praktischer Sicht, Paderborn 2019, S. 337–347.
- Spirituelle Fragen und Erfahrungen von erkrankten jungen Menschen – auch ein Bildungsanlass? Warum spirituelle Fragen und Erfahrungen von erkrankten jungen Menschen in den Klinikschulen aufgegriffen werden sollten, in: Spiritual Care. Zeitschrift für Spiritualität in den Gesundheitsberufen, 5/2016.4, 253–259. (DOI:10.1515/spircare-2016-0112)
- Plädoyer für eine globale Perspektive. Globales und ökumenisches Lernen im Religionsunterricht, in: Notizblock 58/2015, 3–6.
- Globales Lernen im Religionsunterricht als Persönlichkeitsbildung, in: IRP-Impulse 2/2014, 36–39.